# Carl Wenzel von Prittwitz und Gaffron
Carl Wenzel von Prittwitz und Gaffron (geb. 26. Dezember 1734 in Gramschütz, Herzogtum Glogau; gest. 10. März 1806 in Glogau, Landkreis Glogau) war ein preußischer Kammerdirektor, Geheim-, Justiz- und Landrat.

## Herkunft und Leben

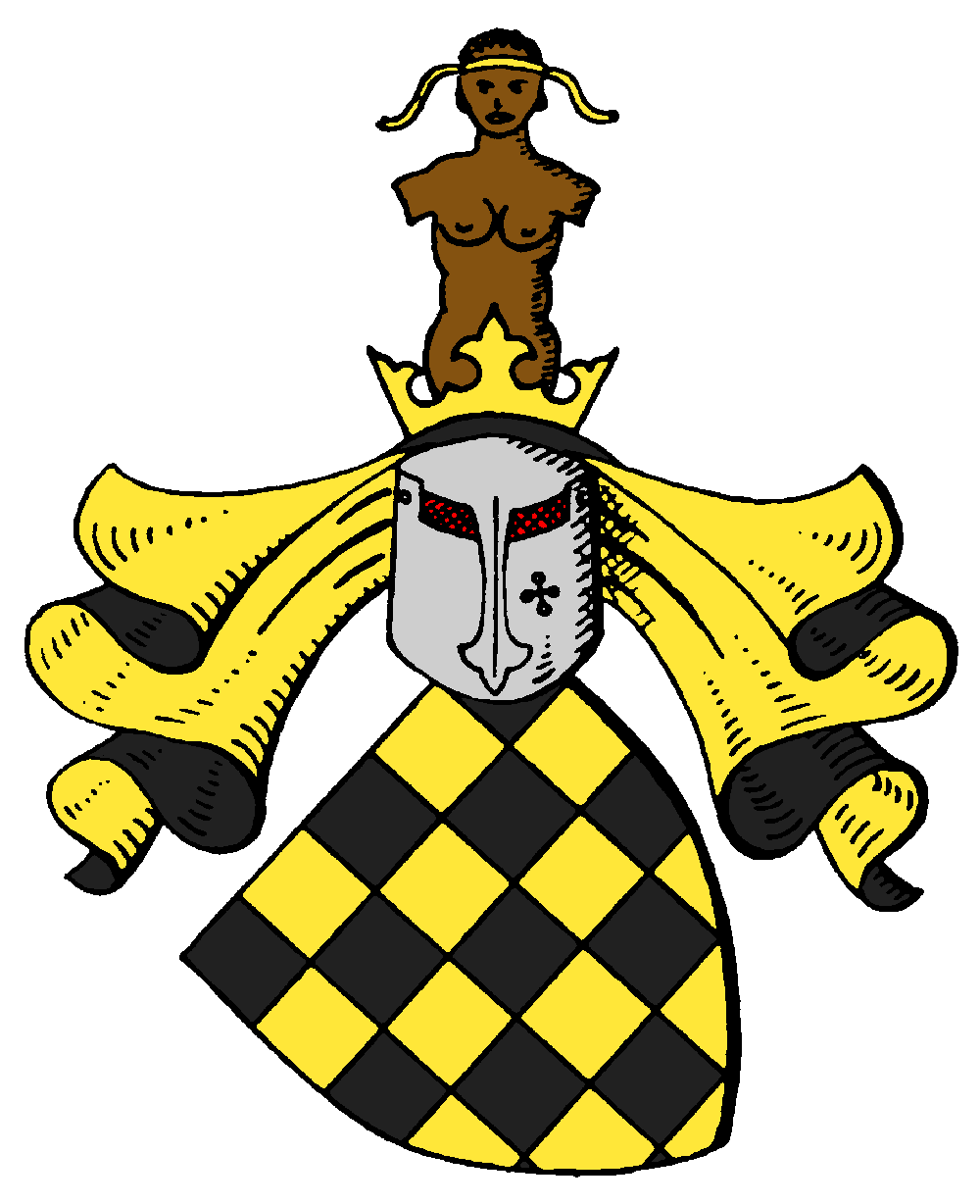
Stammwappen derer von Prittwitz

Carl Wenzel von Prittwitz und Gaffron war Angehöriger des schlesischen Adelsgeschlechts Prittwitz und Gaffron. Er war ein Sohn von Carl Moritz von Prittwitz und Gaffron (1701–1749), Kreisdeputierter und Erbherr auf Gramschütz und dessen Ehefrau (⚭ 10. März 1734) Anna Eleonore (1714–1771), geb. von Paczensky und Tenczin. Ein jüngerer Bruder war der preußische Offizier, Landrat des Kreises Frankenstein und Autor Christian Wilhelm von Prittwitz und Gaffron (1739–1807). Carl Wenzel besuchte zunächst eine Schule in Brieg, bevor er sich am 9. Mai 1754 an der Universität Halle für ein Studium der Rechtswissenschaften einschrieb. Um 1762 ersuchte er um ein Amt als Justizrat, die Bestallung wurde aber aufgrund des Siebenjährigen Kriegs nicht vorgenommen. 1763 wurde er schließlich Justizrat und Adjunkt in den Kreisen Strehlen, Nimptsch und Ohlau. Im Jahr 1770 wurde er ferner zum Kriegs- und Domänenrat in Breslau, sowie zum Justiz- und Landrat im Kreis Glatz ernannt, wo er Nachfolger von Adam Friedrich von Pfeil wurde. Das Amt als Landrat übte er bis zum Jahr 1777 aus. Noch im gleichen Jahr folgte die Bestallung zum ersten Direktor der Kriegs- und Domänenkammer Glogau, damit verbunden war die Charakterisierung als Geheimrat. Mittels Ordre vom 15. Juni 1793 wurde er als Kammerdirektor von seinem Dienst verabschiedet, seine Pension betrug 1.200 Taler.

## Persönliches
Carl Wenzel von Prittwitz und Gaffron saß auf Arnoldsmühle und war mit Johanne Christiane (* 1742), geb. von Liebenau, verheiratet. Die Tochter aus dieser Ehe war Charlotte von Prittwitz und Gaffron. 